# Sómapura Mahávihára
Sómapura Mahávihára (bengálsky: সোমপুর মহাবিহার) byl jeden z významných buddhistických klášterů Jižní Asie. Jeho pozůstatky se nacházejí nedaleko města Paharpur v severozápadním Bangladéši, kde patří mezi nejdůležitější archeologické lokality. Klášter se skládá z velkého množství stúp a vyhloubených cel pro mnichy.
Byl vystaven na přelomu 8. a 9. století a po několik staletí se těšil velké popularitě, postupně jej však začali mnichové opouštět a na počátku 13. století zpustl úplně. Znovuobjeven byl až v 19. století, od roku 1985 je na seznamu Světového dědictví UNESCO.

## Lokalita a popis
Celá stavba zahrnuje 177 pokojů, které sloužily mnichům k ubytování a meditaci. Pokoje spolu s přilehlými svatyněmi tvořily jádro kláštera, který pokrývá plochu až 27 akrů, což z něj činí jeden z nejrozlehlejších klášterů na jih od Himálaje. Základová deska kláštera má rozměry 276 na 277 metrů.
Klášter sloužil zejména pro vzdělávací účely a byl schopen pojmout až 2 000 studentů, kteří se sem sjížděli i ze vzdálenějších zemí jako byla Korea, Mongolsko, Čína a Tibet. V blízkém okolí nebo přímo v klášteře bylo nalezeno množství nejrůznějších drobných i větších předmětů jako jsou mince, kamenné sochy, keramické pozůstatky apod.

## Dějiny

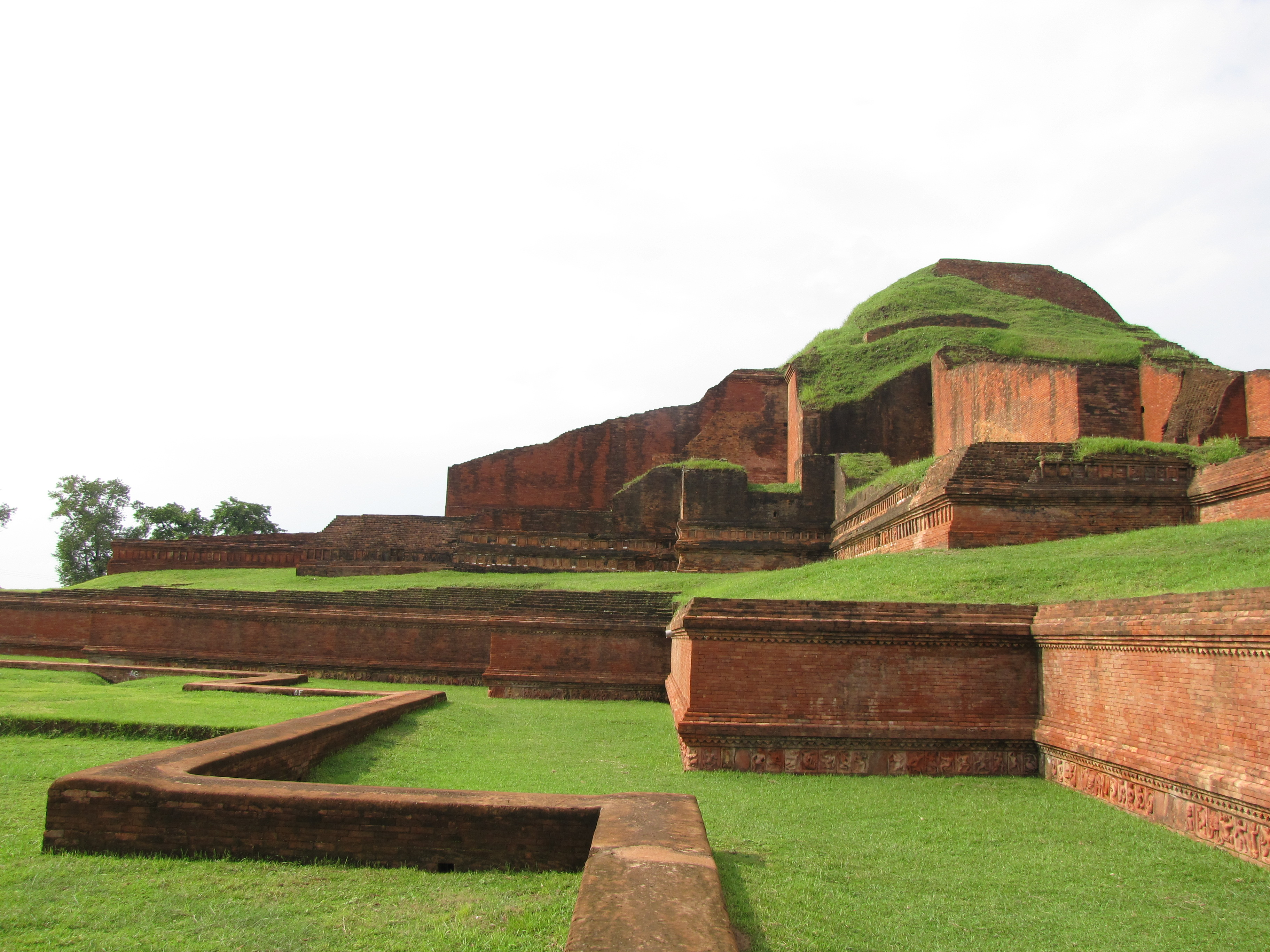
Pohled na jednotlivé terasy (červenec 2009)

Počátky kláštera sahají do přelomu 8. a 9. století do doby vlády krále Dharmapály (781–821) z dynastie Pálů. Několik století byl jedním z velkých náboženských center zejména buddhismu, avšak do jisté míry i hinduismu a džinismu. Podle tradice zde přebýval i významný indický buddhistický učenec Atíša, aby se zde věnoval překladatelské činnosti.
V 11. století začala moc Pálů, kteří dosud klášteru přáli, upadat. Následkem nájezdů čédiů a čólů chrám zřejmě utrpěl velké škody a již nikdy nedosáhl svého dřívějšího rozkvětu. Sómapura jakožto buddhistické centrum začala postupně ztrácet na významu, úpadek dovršil vpád muslimských vojsk pod vedením Muhammada Chaldžího. Klášter byl krátce poté opuštěn.
Ruiny kláštera byly znovuobjeveny až na počátku 19. století Buchanonem Hamiltonem. V roce 1919 byla oblast vyhlášena chráněnou archeologickou lokalitou a v roce 1923 se zde začaly provádět vykopávky. V roce 1985 se klášter dostal na seznam Světového dědictví UNESCO a dnes tvoří jednu ze tří památek Bangladéše zapsaných na tomto seznamu.